# Museo dell'agricoltura a cielo aperto Roscheider Hof
Il museo dell'agricoltura a cielo aperto e del folclore, fondato nel 1976 a Konz, in Germania, sopra la valle della Mosella, vicino a Treviri e a 40 km dal Lussemburgo. Il suo compito è quello di rappresentare il folclore delle regioni intorno alla Mosella, la Saar, il Lussemburgo e la Lotaringia. È uno dei più grandi musei a cielo aperto con la sua grandezza di 4 000 m2 di esposizione e 20 ettari di terreno. Ci sono inoltre mostre generali come piccolo mondo dello stagno, Giocattoli da tutto il mond e Piastre pressate in ferro. L'istituzione che supporta il museo è l'associazione Verein Volkskunde- und Freilichtmuseum Roscheiderhof, Konz e. V. con un migliaio di partecipanti.

## Storia

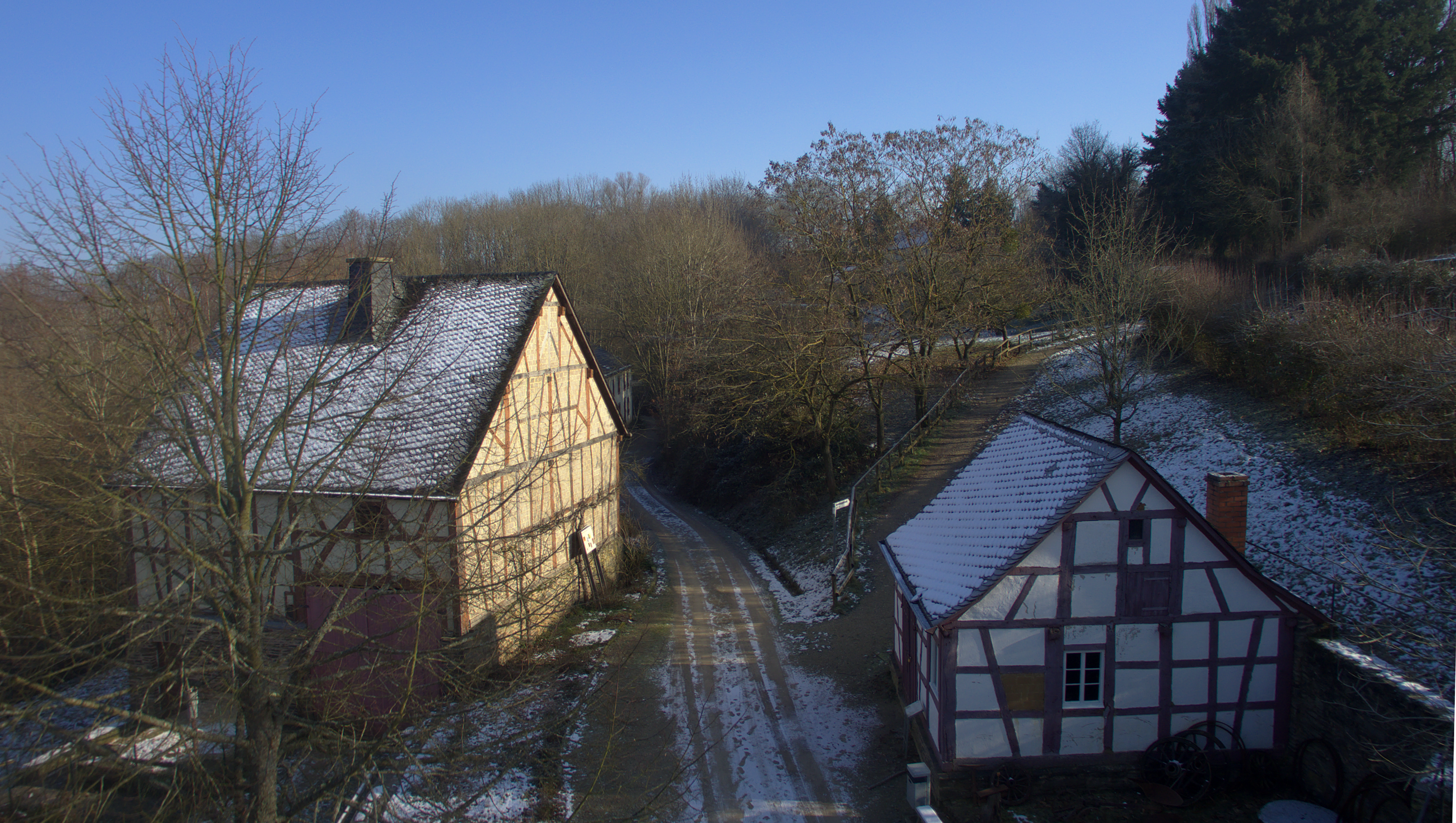
Pueblo de Hunsrück

L'edificio principale del museo è il Roscheider Hof già nominato per la prima volta nel 1330 e fino al 1802 appartenente all'abbazia di San Mattia di Treviri. Nel 1904 divenne proprietà dello stato francese e nel 1805 fu venduto ad un soldato francese il cui figlio era amico di Karl Marx. Nel tempo il podere cambiò proprietario diverse volte. Per un po' di tempo fu anche una scuola di agraria e dal 1909 proprietà dello stato Prussiano. Nel 1969 la città di Konz lo acquistò per costruire un nuovo quartiere e utilizzare l'edificio principale con i suoi 20 ettari come museo a cielo aperto.
Il museo a cielo aperto fu fondato nel 1963 e aperto nel 1976. L'iniziatore fu Rolf Robischon, architetto e professore dell'Università di Treviri. Contemporaneamente alla costruzione del museo furono pianificati altri paesi, campi, piantagioni di frutta regionale.

## Descrizione

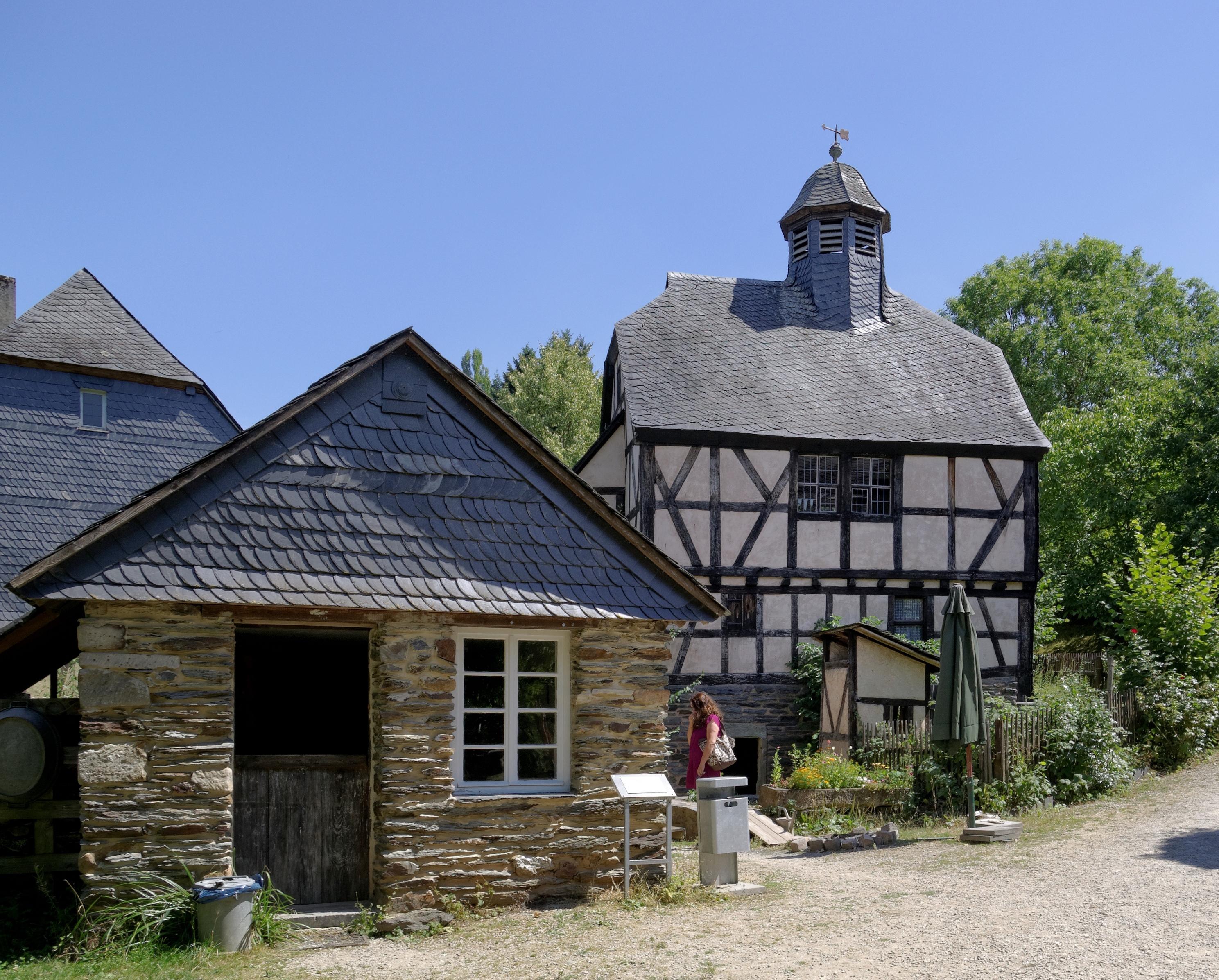
Panadería y el Ayuntamiento

Nell'edificio principale del Roscheider Hof si trovano oggi mostre del folclore come viticultura, distillazione di grappe, sale e camere di diverse epoche, una mostra sull'igiene, un fornaio, una mostra sulla devozione cattolica, e due strade con 20 negozi, artigiani, studi medici un museo della scuola, una banca. Da citare in modo particolare il secondo museo più grande al mondo di figure di stagni e una raccolta di giocattoli da tutto il mondo. Il museo ha una grande raccolta di piastre pressata da forno in ferro.
L'attrazione principale dell'aria aperta del museo è il borgo di Hunsrück. Questo è un piccolo paese fatto di case tipiche a travi, particolare dell'Hunsrück. Tra le case principali c'è un edificio che era originariamente usato come prigione di guerra. Inoltre ci sono alcune case di pietra della regione della Saar e della Mosella, e un magazzino della stazione di Konz nel quale sono esposti vagoni storici per il trasporto merci. Si possono vedere terreni coltivati con alberi di frutta, un giardino delle rose, un giardino delle erbe, una mostra sulle pietre di frontiera storiche, un museo del bosco e un edificio moderno, una casa delle bambole (Lambachpumpe) e infine un parco giochi per bambini.
L'associazione degli apicoltori di Konz sui terreni del museo ha diversi alveari scuola. Nell'edificio principale si trova inoltre un ristorante con un giardino aperto negli orari del museo ma anche alla sera e durante rappresentazioni particolare.

## Galleria d'immagini

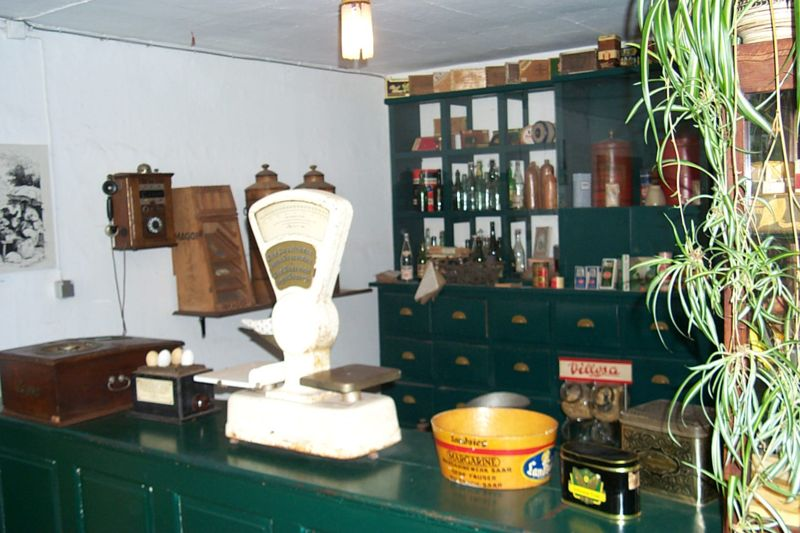
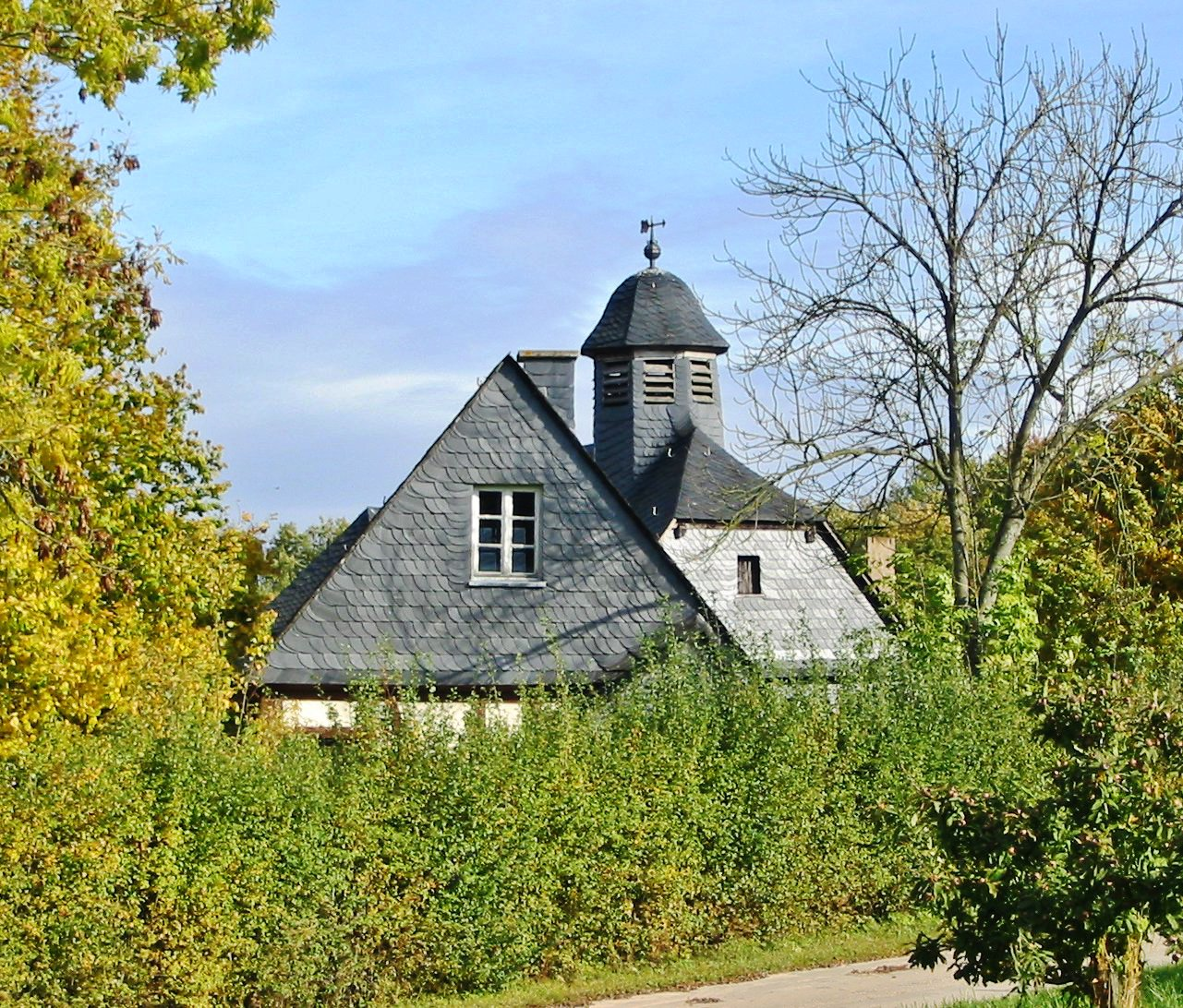
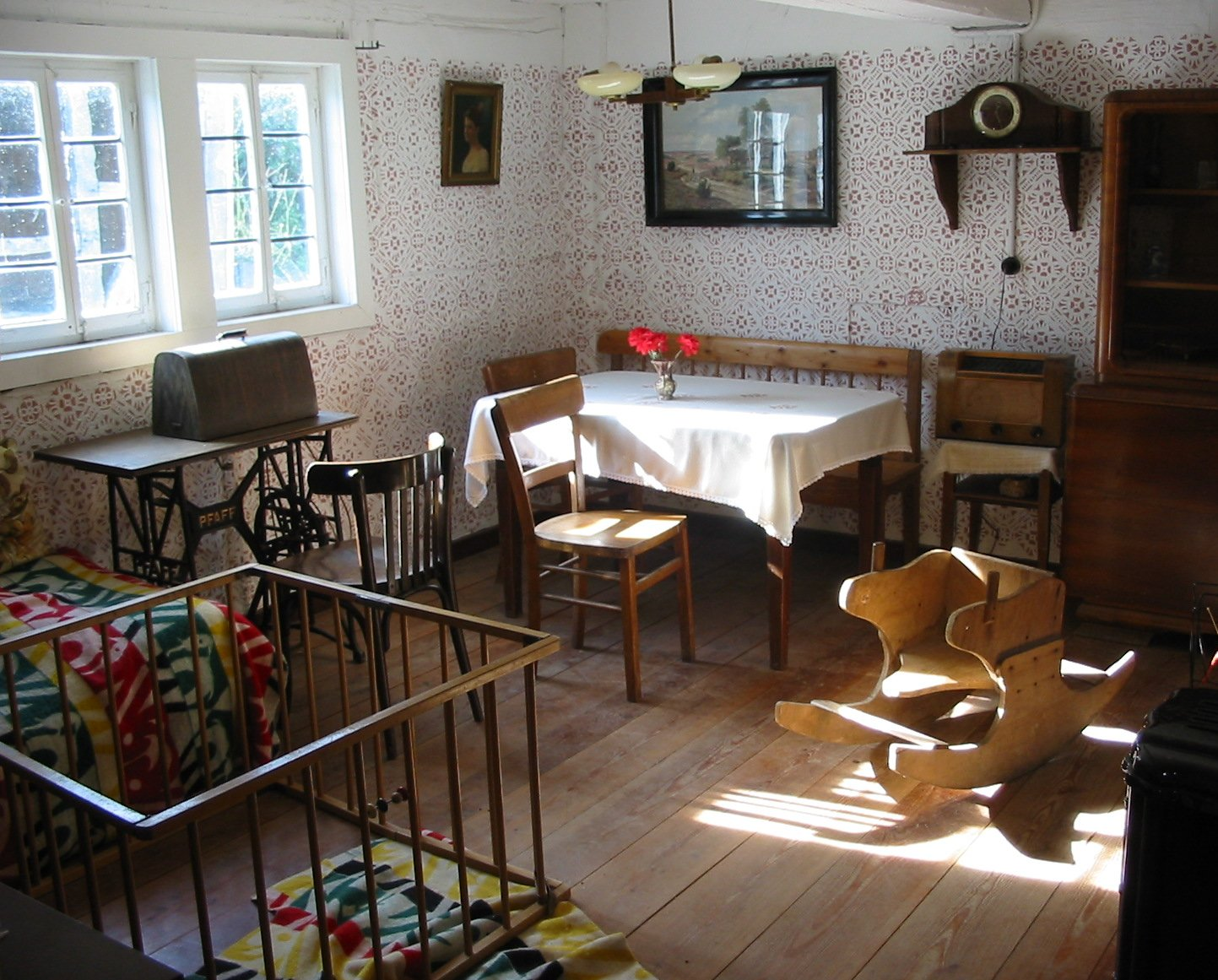
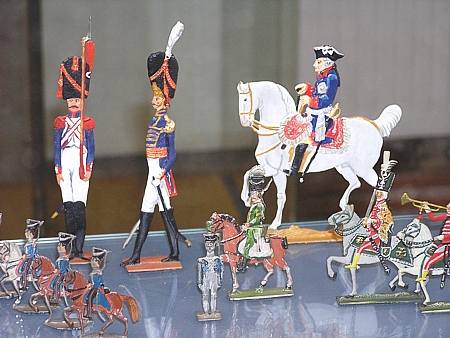